# Ama-san
Ama-san (海女さん) é um documentário luso-suíço-japonês realizado e escrito por Cláudia Varejão e protagonizado por Mayumi Mitsuhashi, Masumi Shibahara e Matsumi Koiso. Fez sua estreia no festival de cinema documental Visions du réel na Suíça a 16 de abril de 2016.